# Taça de Angola

Logo des angolanischen Fußballverbandes Federação Angolana de Futebol (FAF)

Der angolanische Fußballpokal Taça de Angola ist ein Fußball-Pokalwettbewerb für Vereinsmannschaften in Angola. Er wird seit 1982 jährlich vom angolanischen Fußballverband, der Federação Angolana de Futebol (FAF), veranstaltet und ist nach der ersten angolanischen Liga, dem Girabola, der zweitwichtigste Titel im nationalen Vereinsfußball.
Der Sieger des Angolanischen Fußballpokals wird nach dem K.-o.-System ermittelt. Aktueller Titelträger (2021) ist Rekordsieger Petro de Luanda, der den Pokal bereits elf Mal gewann.
In der jährlichen Supertaça de Angola ermitteln Pokalsieger und Landesmeister den Sieger des angolanischen Supercups.

## Geschichte
In Angola wurden bereits zu portugiesischer Kolonialzeit regionale Pokale neben den verschiedenen regionalen und seit 1941 landesweiten Meisterschaften ausgespielt. Nach der Unabhängigkeit Angolas von Portugal 1975 gründete sich 1979 der angolanische Fußballverband FAF. Er organisierte fortan die angolanische erste Liga, den Girabola. Nach ersten inoffiziellen Pokalwettbewerben 1980 und 1981 fand 1982 erstmals der offizielle Pokalwettbewerb Taça de Angola statt.

## Sieger nach Jahr

### Inoffizielle Pokalwettbewerbe
- 1980; Sieger Nacional Benguela
- 1981; Sieger: TAAG (heute Atlético Sport Aviação)[1]

### Offizielle Pokalwettbewerbe
| Jahr | Sieger                     | Gegner                 | Ergebnis        |
| ---- | -------------------------- | ---------------------- | --------------- |
| 1982 | Primeiro de Maio           | Petro Huambo           | 2:0             |
| 1983 | Primeiro de Maio           | 11 de Novembro         | 9:1             |
| 1984 | Primeiro de Agosto         | Desportivo Benguela    | 2:0             |
| 1985 | Ferroviário da Huíla       | Inter Luanda           | 2:0             |
| 1986 | Inter Luanda               | Primeiro de Maio       | 1:0             |
| 1987 | Petro Atlético             | Ferroviário da Huíla   | 4:1             |
| 1988 | Sagrada Esperança          | FC Cabina              | 2:0             |
| 1989 | Ferroviário da Huíla       | Inter Luanda           | 2:1             |
| 1990 | Primeiro de Agosto         | Petro Atlético         | 1:0             |
| 1991 | Primeiro de Agosto         | Petro Atlético         | 2:1             |
| 1992 | Petro Atlético             | Primeiro de Agosto     | 3:2             |
| 1993 | Petro Atlético             | Atlético Sport Aviação | 2:1             |
| 1994 | Petro Atlético             | Independente           | 2:1             |
| 1995 | Atlético Sport Aviação     | Independente           | 3:1             |
| 1996 | Progresso Sambizanga       | Primeiro de Maio       | 1:0             |
| 1997 | Petro Atlético             | Primeiro de Agosto     | 2:1             |
| 1998 | Petro Atlético             | Primeiro de Agosto     | 4:1             |
| 1999 | Sagrada Esperança          | Atlético Sport Aviação | 1:0             |
| 2000 | Petro Atlético             | Inter Luanda           | 1:0             |
| 2001 | Desportivo Sonangol Namibe | Sporting de Cabinda    | 3:2             |
| 2002 | Petro Atlético             | Desportivo Huíla       | 3:0             |
| 2003 | Inter Luanda               | Sagrada Esperança      | 1:0             |
| 2004 | Desportivo Sonangol Namibe | Primeiro de Agosto     | 2:0             |
| 2005 | Atlético Sport Aviação     | Inter Luanda           | 1:0             |
| 2006 | Primeiro de Agosto         | Benfica Luanda         | 1:1 (4:3 n. E.) |
| 2007 | Primeiro de Maio           | Benfica Luanda         | 2:1             |
| 2008 | Santos FC                  | CRD Libolo             | 1:0             |
| 2009 | Primeiro de Agosto         | Sagrada Esperança      | 2:1             |
| 2010 | Atlético Sport Aviação     | Inter Luanda           | 0:0 (4:3 n. E.) |
| 2011 | Inter Luanda               | Primeiro de Agosto     | 1:1 (4:2 n. E.) |
| 2012 | Petro Atlético             | CR Caála               | 2:0             |
| 2013 | Petro Atlético             | Desportivo Huíla       | 1:0             |
| 2014 | Benfica Luanda             | Petro Atlético         | 1:0             |
| 2015 | Bravos do Maquis           | Sagrada Esperança      | 1:0             |
| 2016 | CRD Libolo                 | Progresso Sambizanga   | 2:1             |
| 2017 | Petro Atlético             | Primeiro de Agosto     | 2:1             |
| 2018 | nicht ausgespielt          |                        |                 |
| 2019 | Primeiro de Agosto         | Desportivo Huíla       | 2:1             |
| 2020 | kein Pokalsieger(1)        |                        |                 |
| 2021 | Petro Atlético             | Inter Luanda           | 2:0             |
| 2022 | Petro Atlético             | Desportivo Huíla       | 2:1             |
| 2023 | Petro Atlético             | Académica do Lobito    | 3:0             |
| 2024 | Petro Atlético             | Bravos do Maquis       | 2:0             |

(1) Abbruch aller Spielbetriebe in Angola Mitte März 2020 in Folge der weltweiten Covid-19-Pandemie; der angolanische Fußballverband annullierte daraufhin auch den laufenden Pokalwettbewerb.
Quelle: RSSSF

## Rangliste
| Verein                             | Siege | Jahr(e)                                                                                  | Finalteilnahmen |
| ---------------------------------- | ----- | ---------------------------------------------------------------------------------------- | --------------- |
| Atlético Petróleos Luanda          | 15    | 1987, 1992, 1993, 1994, 1997, 1998, 2000, 2002, 2012, 2013, 2017, 2021, 2022, 2023, 2024 | 17              |
| CD Primeiro de Agosto              | 6     | 1984, 1990, 1991, 2006, 2009, 2019                                                       | 12              |
| GD Interclube                      | 3     | 1986, 2003, 2011                                                                         | 8               |
| Atlético Sport Aviação             | 3     | 1995, 2005, 2010                                                                         | 5               |
| Estrela Clube Primeiro de Maio     | 3     | 1982, 1983, 2007                                                                         | 5               |
| Grupo Desportivo Sagrada Esperança | 2     | 1988, 1999                                                                               | 5               |
| Clube Ferroviário da Huíla         | 2     | 1985, 1989                                                                               | 3               |
| Desportivo Sonangol Namibe         | 2     | 2001, 2004                                                                               | 2               |
| Benfica Luanda                     | 1     | 2014                                                                                     | 3               |
| CRD Libolo                         | 1     | 2016                                                                                     | 2               |
| Progresso Associação do Sambizanga | 1     | 1996                                                                                     | 2               |
| Santos FC                          | 1     | 2008                                                                                     | 1               |
| Bravos do Maquis                   | 1     | 2015                                                                                     | 2               |

Quelle: RSSSF